# 1051
| 1051               |
| ------------------ |
| Dødsfald - Fødsler |
|                    |

| Gregoriansk kalender | 1051 MLI                |
| Ab urbe condita      | 1804                    |
| Armensk kalender     | 500 ԹՎ Շ                |
| Kinesiske kalender   | 3747 – 3748 庚寅 – 辛卯 |
| Etiopisk kalender    | 1043 – 1044             |
| Jødisk kalender      | 4811 – 4812             |
| Hindukalendere       |                         |
| - Vikram Samvat      | 1106 – 1107             |
| - Shaka Samvat       | 973 – 974               |
| - Kali Yuga          | 4152 – 4153             |
| Iransk kalender      | 429 – 430               |
| Islamisk kalender    | 442 – 443               |

Konge i Danmark: Svend 2. Estridsen 1047-1074
Se også 1051 (tal)

## Begivenheder
- Godwin af Wessex går i eksil i Flandern grundet uenigheder med Edvard Bekenderen
- Markgrevskaberne Verona og Friaul løsriver sig fra Kärnten
- Benevento overdrages til paven
- 19. maj – Henrik 1. af Frankrig gifter sig med Anna af Kiev

## Dødsfald
- Kalv Arnesson, der i Slaget ved Stiklestad (1030) var med til at besejre Olav den Hellige
- 10. august – Drogo af Hauteville myrdes